# Conservação do solo

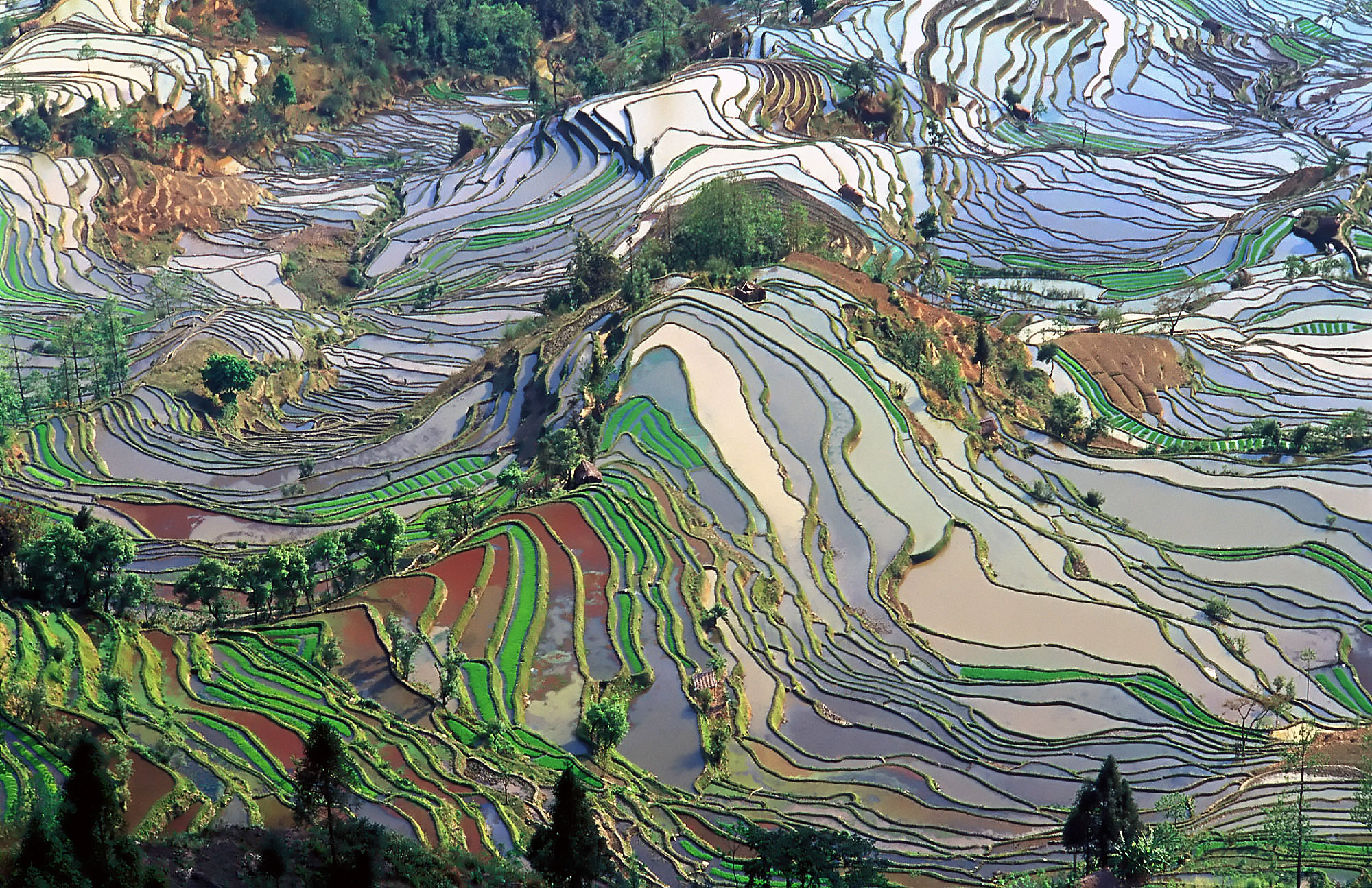
Terraços para cultivo de arroz, na China

Conservação do solo, na agricultura ou pecuária, é o conjunto de práticas aplicadas para promover o uso sustentável do solo para o plantio.
A erosão, a compactação e o aumento da salinidade do solo são os maiores problemas relacionados ao manejo inadequado e terão relação direta com a escassez de alimentos num futuro não muito distante, resultando num profundo desequilíbrio do sistema produtivo, se práticas corretas não forem adotadas.  A população do mundo é estimada em cerca de 7 bilhões de habitantes, obrigando a humanidade a disponibilizar pelo menos 1 bilhão de hectares de área agricultável. As áreas com manejo inadequado reduzem significativamente o potencial de produção, por isso hoje trabalha-se em virtude da renovação e aprimoramento das técnicas produtivas. Deve-se observar que os recursos são limitados, não podendo ser desperdiçados.

## Planejamento
O Agrônomo e outros Profissionais das ciências agrárias e ambientais, devem ser consultados para elaboração do planejamento de conservação do solo.O planejamento técnico antecipado é importante para a conservação do solo. É preciso ver todo o processo de produção, pois não adianta atacar somente uma parte do problema. Deve-se considerar também os custos econômicos envolvidos e os preços pagos pelo mercado, pois a falta de retorno financeiro é um dos principais motivos de abandono das terras sem cobertura vegetal.

## Principais Técnicas de Conservação

### Análise do solo

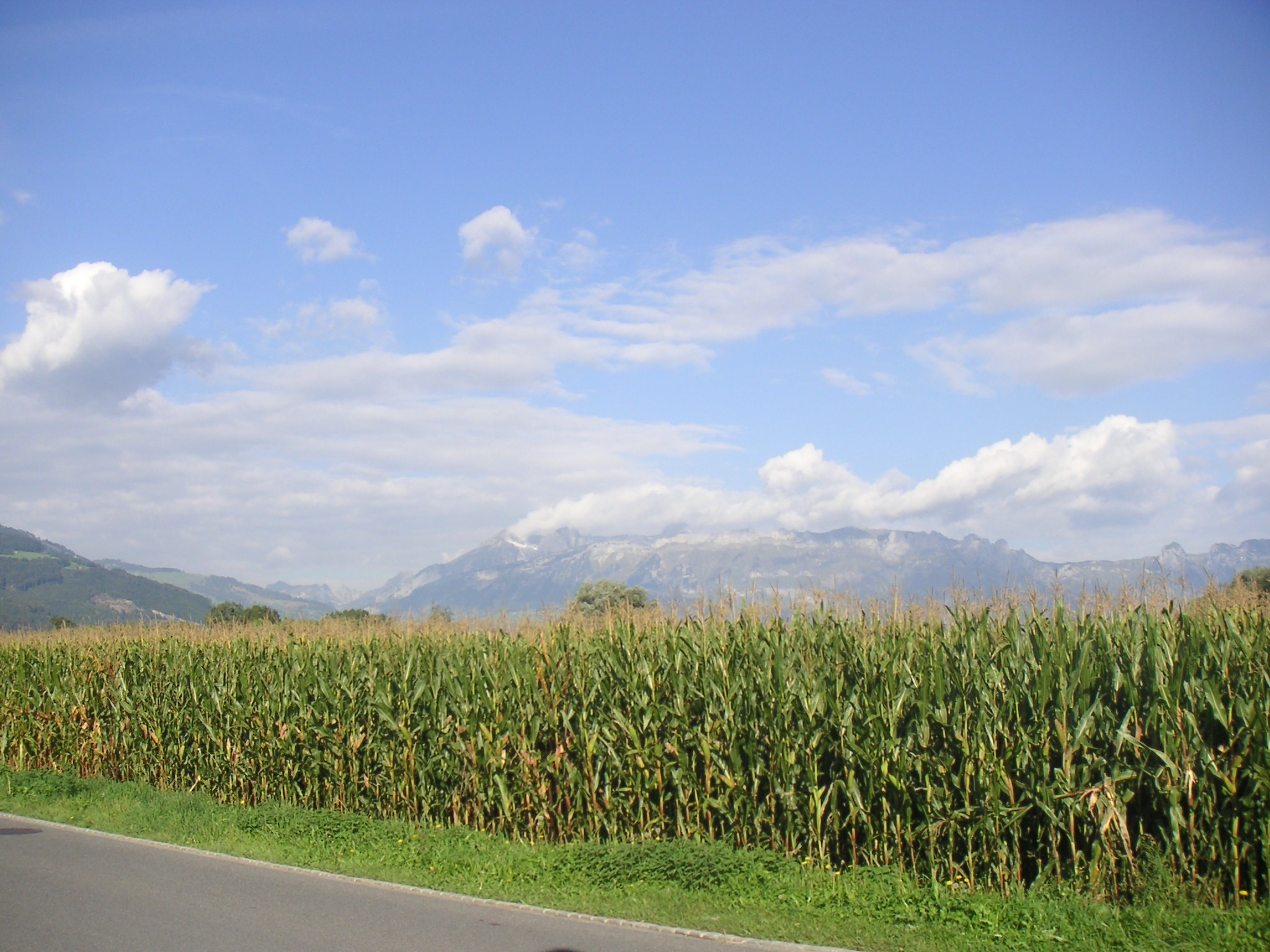
Plantação de milho em Liechtenstein

A agricultura deu um salto evolutivo quando descobriu um modo prático de adubar as culturas com os produtos químicos necessários. No entanto hoje o problema é o aumento da salinidade do solo provocado pelo excesso de adubação. Uma análise prévia em laboratório especializado, das características físico-químicas do solo em função das culturas permite a aplicação da quantidade ideal de fertilizante, evitando o excesso e/ou deficiência. 

### Plantio em nível
Consiste em preparar o solo para plantio e plantar de acordo com o nível do terreno.
A erosão reduz significativamente o potencial de produção. A água que escorre leva consigo o potencial produtivo do solo. Evita-se o problema reduzindo-se a velocidade de escoamento com a utilização de barreiras, curval de nível, terraços e outros artifícios adequados, baseados em levantamentos topográficos da área e projeto feito por pessoa competente.

### Rotação de culturas
Cada tipo de cultura agrícola tem sua necessidade, e muitas vezes o que falta para uma é o que sobra da outra. Assim um manejo adequado das culturas resulta em menor necessidade de adubos e defensivos. Como regra geral, não se deve repetir o gênero da planta em safras consecutivas.

### Adubação verde
Consiste basicamente em plantar uma cultura que não aproveita economicamente, apenas para manter o solo coberto e diminuir a erosão entre os períodos de plantios comerciais, ou nas linhas de culturas permanentes. Como normalmente se  empregam culturas que aumentam a fertilidade do solo, como as leguminosas,que fixam o nitrogênio diretamente do ar com a ajuda de bactérias, o resultado é uma melhor produtividade no próximo plantio. Existem também plantas que reduzem a compactação do solo com suas raízes profundas.

### Plantio direto
Entende-se por plantio direto o ato de revolver o mínimo possível o solo durante o plantio, isso é, abrir apenas um sulco para a incorporação do adubo e da semente, dispensando os processos convencionais de aração e gradagem e mantendo os restos da cultura anterior sobre o solo. Utilizam-se plantadeiras especiais com discos de corte para não se enroscarem com a vegetação. O plantio direto promove o mínimo desgaste do solo e de sua atividade microbiana. Uma das principais vantagens desse processo é que ele diminui significativamente a compactação das camadas mais profundas do solo em virtude da redução do uso de máquinas pesadas e da presença de cobertura do solo sobre o terreno. Por conservar melhor a umidade e manter a temperatura mais baixa ajuda a atividade microbiana do solo, o que se provou benéfico às culturas, principalmente em regiões de clima mais tropical. Sua principal desvantagem é um aumento inicial no uso de herbicidas para controle de plantas invasoras. Por isso um competente acompanhamento por pessoa especializada é fundamental ao processo. As vantagens do plantio direto vão se acumulando safra após safra, num processo cumulativo virtuoso.
Conservação da vegetação nativa
A conservação da vegetação nativa é fundamental para o equilíbrio ecológico e para o bem-estar humano. A vegetação nativa trabalha de forma fundamental, atuando na regulação do clima e no ciclo da água, servindo como habitat natural para diversas espécies, além de produzir e servir como prisão de dióxido de carbono, ajudando a regular um ar mais puro para todos.

### Explorar sinergias
Várias atividades agrícolas são complementares, podendo gerar economia de recursos se bem exploradas. Associar culturas anuais com pecuária ou criação de aves ou suínos com produção de energia trazem benefícios a todos esses processos.